# Asas (filme)
Wings (bra/prt: Asas) é um filme mudo estado-unidense de 1927, do gênero drama de drama de guerra, dirigido por William A. Wellman, com roteiro de John Monk Saunders, Louis D. Lighton e Hope Loring. 
Wings foi o primeiro longa-metragem vencedor do Oscar de melhor filme, na primeira cerimônia do prêmio, em 1929. Foi por muitos anos o único filme mudo premiado nessa categoria, até The Artist vencer em 2012.

## Prêmios e indicações
| Prêmio     | Categoria                      | Recipiente             | Resultado |
| ---------- | ------------------------------ | ---------------------- | --------- |
| Oscar 1929 | Melhor filme                   | Paramount Famous Lasky | Venceu    |
| Oscar 1929 | Melhores efeitos de engenharia | Roy Pomeroy            | Venceu    |

## Sinopse
Jack e David, pilotos militares disputam o coração da bela Sylvia Lewis, o que pode abalar sua amizade. Vem a Primeira Guerra Mundial, e todos se engajam no conflito mundial que pode mudar suas vidas para sempre.

## Elenco
- Clara Bow .... Mary Preston
- Charles "Buddy" Rogers .... Jack Powell
- Richard Arlen .... David Armstrong
- Jobyna Ralston .... Sylvia Lewis
- El Brendel .... Herman Schwimpf
- Richard Tucker .... comandante
- Gary Cooper .... cadete White
- Gunboat Smith .... sargento
- Henry B. Walthall .... pai de David
- Roscoe Karns .... tenente Cameron
- Julia Swayne Gordon .... mãe de David
- Arlette Marchal .... Celeste